# Parche transdérmico

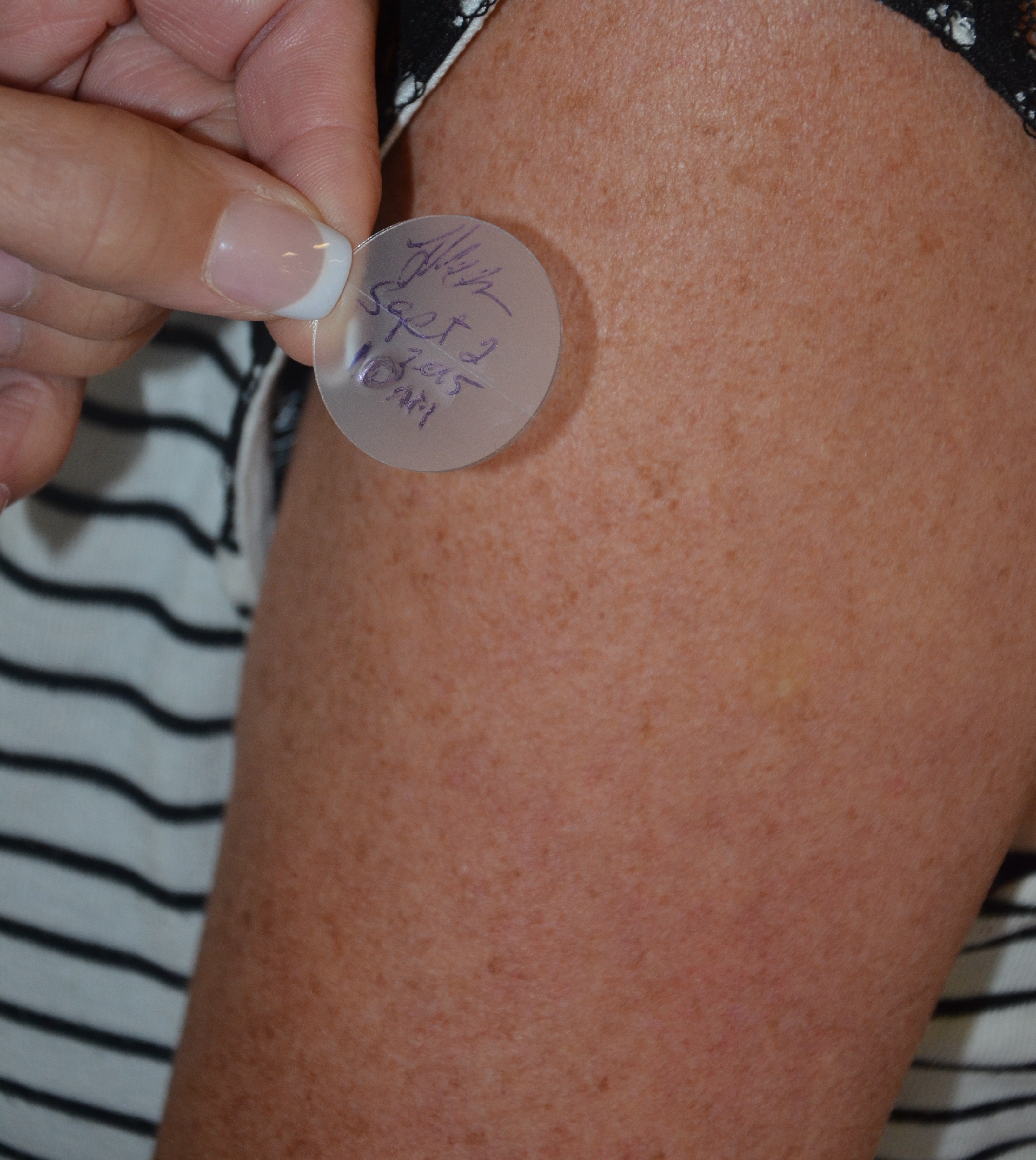
Parche transdermico, aplicación.

Un parche transdérmico es una forma galénica consistente en un reservorio con principio activo que se libera lentamente al aplicarlo sobre la piel. Su objetivo es que el fármaco pase a la circulación sistémica a través de la piel y no la actividad del fármaco en la propia piel. Esta vía de administración de fármacos recibe el nombre de vía percutánea o vía transdérmica.
También son conocidos como sistemas TTS por el acrónimo inglés de Transdermal Therapeutic System  y como STT, acrónimo en español de Sistema Terapéutico Transdérmico.

## Funcionamiento
El principal mecanismo por el que se produce la penetración del estrato córneo es el de la simple difusión molecular, vía intracelular, a favor de un gradiente de concentración. Para el buen funcionamiento cinético del STT, debe de cumplirse la premisa de que el factor limitante de la absorción sea la liberación del medicamento a partir del dispositivo terapéutico, es decir, que este proceso sea en todo caso más lento que el propio transporte posterior a través de las estructuras de la piel y particularmente del estrato córneo, como barrera de más difícil penetración. La absorción global queda también limitada a una pequeña cantidad de producto (generalmente menor a los 10 mg/día), por la reducida superficie de aplicación del dispositivo. Todo lo anterior permite establecer las propiedades esenciales que debe reunir un fármaco para poder ser incorporado con eficacia en un STT. Habrá de tratarse, por tanto, de moléculas lipofílicas de bajo peso molecular (inferior a 1000 daltons), que por otra parte exhiban una gran potencia farmacológica. Por otra parte, desde un punto de vista farmacocinético, los STT se adaptan mejor a fármacos de vida media de eliminación corta.
Para que un principio activo en contacto con la piel alcance la circulación sistémica, debe atravesar las diferentes estructuras que la componen, hasta alcanzar el territorio de la microcirculación dérmica, situado en la frontera entre la epidermis y la dermis, de tal manera que a partir de ahí, el fármaco sea rápidamente arrastrado hacia la circulación general. La primera barrera sería el estrato córneo, como conjunto de células queratinizadas, organizado en varias capas, de naturaleza principalmente lipofílica. Superada ésta, se encuentra una segunda barrera, integrada por la agrupación epidermis/dermis, en la que la absorción es mucho más fácil, dado su carácter hidrofílico.

## Estructura de los parches
Los parches transdérmicos se componen de una lámina impermeable con una capa adhesiva, que contiene los activos dispersados. Estos parches, generan una oclusión en la zona que facilita la entrada de activos a través de la piel y los libera de forma gradual (24 horas, 8 horas o 48 horas, según el caso) consiguiendo una acción sostenida. Los activos penetran hasta la dermis, ejerciendo su acción en la zona, y distribuyéndose en el organismo mediante el torrente sanguíneo.
Los componentes básicos de un parche consisten en:
- a) cubierta protectora exterior impermeable.
- b) un depósito con el principio activo y los excipientes que, aparte de los tradicionales, son sustancias optimizadoras de la absorción, como por ejemplo, disolventes especiales, tensioactivos y otros.
- c) un sistema controlador de la liberación que a veces es una membrana o barrera de difusión, y en otros casos, una matriz. En cualquier caso, está constituido por material polimérico y actúa de acuerdo a un programa terapéutico predeterminado.[3]
- d) superficie o capa adhesiva para la fijación del dispositivo a la piel, y
- e) película protectora del sistema, a retirar en el momento de su aplicación al paciente.

Para fármacos cuya penetración a través de la piel es baja se han diseñado nuevos sistemas que mejoran la permeabilidad: 
- Desarrollo de profármacos liposolubles bioconvertibles en el fármaco activo.
- Utilización de promotores de la penetración que modifican las propiedades de la piel como barrera (por ejemplo, los ésteres propílicos del ácido mirístico y del ácido oleico). Estos ésteres promueven la penetración de los fármacos antiinflamatorios esteroideos poco permeables (hidrocortisona), de AINE (indometacina), de esteroides estrogénicos (estradiol), o de nitratos orgánicos (nitroglicerina).[4]
- Modificación del sistema de membrana que permite la liberación del fármaco. La velocidad de liberación del fármaco, desde el dispositivo, deberá ser en cualquier caso menor que la de la absorción a través de la piel, de forma que aquella se constituya en el factor limitante de la entrada del medicamento en el organismo.

La cantidad de innovaciones que se presentan en estas formas galénicas es enorme, siendo una continua fuente de investigación. En el 2008 hay patentados sólo en España más de doscientos sistemas para mejorar la eficacia de los parches transdérmicos.

## Clasificación
Lo que distingue fundamentalmente unos STT de otros son las características del sistema controlador de liberación. En función del mismo, los parches pueden ser:
1. Sistemas de depósito o reservorio: El sistema liberador es una membrana, que puede ser de diferentes materiales:
  1. Membrana de polipropileno: Sistemas Transderm Scop® y Catapres TTS®.
  2. Membrana de copolímero etilen-vinil-acetato: Sistemas Transderm Nitro®, Estraderm TTS®, Neta/E2TTS® y Durogesic TM®.
  3. Membrana no porosa: Sistema Hercon®.
2. Sistemas matriciales: El principio activo se encuentra incluido en una matriz, a través de la cual difunde hacia la piel. No existe membrana de control.
  1. Membranas poliméricas impregnadas: Sistemas Poroplastic® y TTS Testosterona®
  2. Hidrogeles: Sistemas Nitro-Dur®, Matriz Lectec®,
  3. Matrices elastoméricas.
  4. Adhesivas: Sistemas Nitro Dur II®, Minitran® y Deponit®.
3. Sistemas mixtos: Este grupo incluye sistemas que llevan reservorio de principio activo y matriz de difusión. Sistemas Nitrodisc®, y Nicotell TTS®.

Normalmente, los sistemas con membrana de control permiten incorporar más cantidad de principio activo y también agentes optimizadores de la absorción en el reservorio. Existe el peligro, sin embargo, de una liberación masiva del producto si la membrana se deteriorase por algún motivo. En los sistemas matriciales, en cambio, no existe este riesgo; y tienen dimensiones más pequeñas,
especialmente los de matriz adhesiva.

## Forma de administración
El uso correcto de los dispositivos transdérmicos implica las siguientes fases:
- Lavar bien la piel y secar.
- Escoger una zona libre de vello.
- Quitar el envase protector del parche.
- Facilitar la adhesión del parche, mediante leve presión con las manos.
- No deben partirse nunca los parches.
- Cambiar la zona de aplicación en cada parche, para evitar reacciones alérgicas locales.[6]

## Indicaciones
Actualmente se están utilizando parches transdérmicos para tratamiento de numerosas patologías y síntomas:
- Cardiopatía isquémica: Vehiculizan distintos tipos de nitritos (isosorbide, nitroglicerina, etc.)
- Hipertensión: Parches de clonidina que duran una semana.[2]
- Pacientes con dolor crónico: La buprenorfina o el fentanilo se administran en parches que tienen una duración de tres días y una alta eficacia terapéutica. Su utilización es cada vez más frecuente en procesos terminales (como el cáncer), artrosis, neuralgias, procesos degenerativos, etc.[7]
- Analgesia postoperatoria.
- Terapia hormonal sustitutiva. Muy conocidos los parches con estrógenos para pacientes con alteraciones de la menopausia y considerados como de primera elección por muchos médicos.[8]
- Enfermedad de Alzheimer. En el 2007 se aprobó en EE. UU. y Europa la rivastigmina en parches transdérmicos para el tratamiento del Alzheimer.[9]
- Cinetosis: Parches de escopolamina de 72 horas de duración.
- Tabaquismo: Para la deshabituación tabáquica hay numerosos parches comercializados con nicotina.
- Parches anticonceptivos para planificación familiar o control de la concepción.

## Ventajas de la tecnología transdérmica
Uno de sus beneficios es que garantizan la máxima penetración de los activos hasta la dermis. A medida que avanzamos en años, cada vez sumamos más medicamentos en nuestra vida cotidiana, por tal razón, los parches que se pegan en la piel adquieren un rol fundamental para evitar problemas por un alto consumo de fármacos, especialmente en los adultos mayores, y por su comodidad. 
También es una ventaja del parche transdérmico su capacidad para administrar la dosis exacta de activos que pasa al torrente sanguíneo.
Los parches transdérmicos tienen la ventaja de evitar la inactivación por enzimas digestivos y el efecto del primer paso hepático. Reducen los efectos secundarios y permiten el uso adecuado de sustancias de vida media corta. La liberación del fármaco desde el parche se realiza durante un periodo de tiempo que fluctúa entre 24 horas y una semana, proporcionando niveles plasmáticos estables y un mejor cumplimiento terapéutico por parte del paciente. Por último, permiten fácilmente la interrupción del tratamiento.
Una de las ventajas de estos sistemas es que la piel sufre menos cambios con la edad comparado con el tubo digestivo y, por lo tanto, permite dejar libre esta última vía para otros medicamentos que no están disponibles por vía tópica. Son útiles sobre todo para aquellos pacientes que pueden llegar a necesitar más de ocho medicamentos simultáneamente, exponiéndoles a un mayor riesgo de desarrollar reacciones adversas, por esta razón estos sistemas de administración de fármacos analgésicos se constituyen en una excelente forma de proveer medicamentos para el alivio del dolor, con menos riesgo de incumplimiento, mayor aceptación por el paciente y, en algunos, menores costos al considerar el tiempo de duración de los parches.
Las ventajas de esta forma galénica y las legislaciones de muchos países que aceptan las nuevas formas galénicas como específicos diferentes, lo que permite mantener la patente del principio activo durante más años, hacen que la investigación de los laboratorios farmacéuticos tenga una amplia presencia en esta área. Así, al margen de la investigación en nuevos modelos de STT se han ensayado o están ensayando nuevos fármacos para su utilización transdérmica. Es el caso del ácido valproico, azatadina, ketoprofeno, glibenclamida, algunos citostáticos, pilocarpina, viprostol, o de diversos betabloqueantes como el timolol, bupranolol, mepindolol y propranolol.

## Desventajas de la vía transdérmica
Los STT también presentan inconvenientes como el hecho de que, debido a la lenta difusión del principio activo, se tarda un cierto tiempo hasta que se alcanza en plasma el estado de equilibrio estacionario, por lo que solo están indicados para tratar a pacientes crónicos. Otro de los inconvenientes es que los sistemas transdérmicos solo son útiles para fármacos liposolubles y de peso molecular relativamente pequeño, capaces de pasar a través de la capa córnea. Un último inconveniente es que la piel en donde se apliquen ha de estar intacta, pudiendo aparecer reacciones alérgicas en el sitio de aplicación.